# Adolf Wüllner

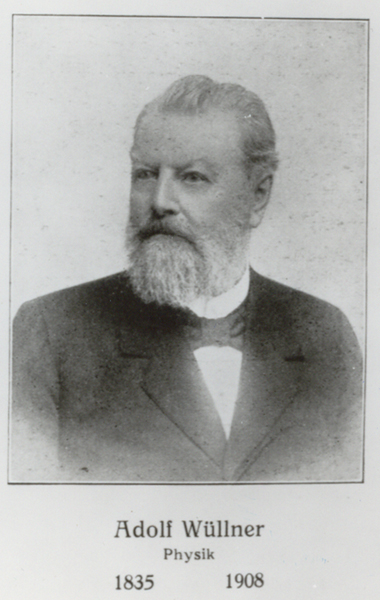
Adolf Wüllner

Friedrich Hugo Anton Adolf Wüllner (* 13. Juni 1835 in Düsseldorf; † 6. Oktober 1908 in Aachen) war ein deutscher Physiker vor allem auf den Gebieten der Kathoden- und Kanalstrahlen sowie der Elektrostriktion des Glases.

## Leben und Wirken
Wüllner, Sohn von Josephina Winkelmann und dem Philologen Franz Wüllner sowie Bruder des Komponisten Franz Wüllner, studierte Physik zunächst an den Universitäten Bonn und München, wo er 1856 auch promovierte. Anschließend wechselte er für zwei Jahre zur Humboldt-Universität zu Berlin und ab 1858 an die Universität Marburg, wo er sich habilitierte. Während seines Studiums wurde er 1854 Mitglied der Bonner Burschenschaft Frankonia. Im Herbst 1862 wurde er zum Dozenten der Physik an der landwirtschaftlichen Akademie zu Poppelsdorf berufen und bekleidete gleichzeitig eine außerordentliche Professur an der Universität Bonn. Ab 1863 übernahm Wüllner die Direktion der Provinzial-Gewerbeschule in Aachen und wurde hier bereits vom damaligen amtierenden Regierungspräsidenten Friedrich von Kühlwetter mit der Planung und den Vorarbeiten für die in Aachen zu gründende Polytechnische Schule, der späteren RWTH Aachen, beauftragt. Schließlich berief man Wüllner am 1. April 1870 zum Professor der Physik dieser zur gleichen Zeit eröffneten Technischen Hochschule, der er von 1883 bis 1886 auch als Rektor vorstand. Ebenso wurde er fast ununterbrochen in den Senat der TH gewählt.
Als Physiker war Wüllner hauptsächlich in der Experimentalphysik tätig und beschäftigte sich mit dem Dampfdruck der Dämpfe von Salzlösungen und von Flüssigkeitsgemischen. Des Weiteren arbeitete er über spezifische Wärme der allotropen Modifikationen verschiedener Feststoffe sowie der Flüssigkeiten und Gase nach der Dichte der gesättigten Dämpfe. Auch auf den Gebieten der Elektrizitätslehre und Optik war er tätig.
Nebenberuflich war Adolf Wüllner auch Mitglied der Stadtverordnetenversammlung sowie des Beleuchtungs- und Musikausschusses in Aachen. Hier wurde nach seinem Tod ihm zu Ehren auch die Straße nach ihm benannt, die das Hauptgebäude der RWTH Aachen mit dem Audimax der Hochschule verbindet. Die Technische Hochschule Dresden ehrte ihn und sein Wirken bereits Jahre zuvor mit der Ehrendoktorwürde. 1873 wurde Wüllner zum Mitglied der Leopoldina gewählt. 1874 trat er dem Verein Deutscher Ingenieure (VDI) und dem Aachener Bezirksvereins des VDI bei. Ab 1889 war er korrespondierendes Mitglied der Preußischen Akademie der Wissenschaften.
Adolf Wüllner fand seine letzte Ruhestätte auf dem Aachener Ostfriedhof. Zu seinen Schülern gehörte u. a. Anton Werner Ernst Gerland.

## Schriften (Auswahl)
- Lehrbuch der Experimentalphysik, 4 Bände, Leipzig, 1862–1899
- Ueber den Einfluss des Procentgehaltes auf die Spannkraft der Dämpfe aus wässerigen Salzlösungen, 1856
- Versuche über die Spannkraft der Dämpfe aus Lösungen von Salzgemischen, 1858
- Die Entwicklung der Grundanschauungen in der Physik im Laufe unseres Jahrhunderts, 1887